# Benjamín Vivanco Toro
Benjamín Vivanco Toro (La Serena, 16 de octubre de 1843-Santiago, 28 de noviembre de 1916) fue un ingeniero y político chileno. Hijo de Benjamín Vivanco Larraín y doña Ester Toro Sanhueza.
Estudió en el Liceo de La Serena, en el Instituto Nacional de Santiago y en la Universidad de Chile, donde se graduó de ingeniero geógrafo en 1866. Fue director general de la Empresa de los Ferrocarriles del Estado de forma interina en 1892, reemplazando a Benjamín Videla Pinochet.
Militante del Partido Radical, por el cual fue elegido diputado por Copiapó, Chañaral y Freirina, para el período 1900-1903. Integró la Comisión permanente de Legislación, Constitución y Justicia y de Relaciones Exteriores.